# Keratsíni
Keratsíni (Keratsini) är en kommunhuvudort i Grekland.   Den ligger i prefekturen Nomós Piraiós och regionen Attika, i den sydöstra delen av landet, 9 km väster om huvudstaden Aten. Keratsíni ligger 40 meter över havet och antalet invånare är 77 077.
Terrängen runt Keratsíni är kuperad åt nordväst, men åt sydost är den platt. Havet är nära Keratsíni söderut.  Närmaste större samhälle är Aten, 8,7 km öster om Keratsíni. Runt Keratsíni är det i huvudsak tätbebyggt.